# Vampyre Nation
Pour plus de détails, voir Fiche technique et Distribution.
Vampyre Nation est un téléfilm fantastico-horrifique américain réalisé par Todor Chapkanov et diffusé en 2012 sur SyFy.

## Synopsis
Dans un futur proche, à Bucarest, les humains et les vampires cohabitent avec difficulté. Les vampires, parqués dans des zones spécifiques étroitement surveillées, subissent la méfiance et la haine des humains. La paix s'avère précaire, les tensions se multiplient au sein des quartiers pauvres.
Cette entente fragile est mise à mal par une nouvelle menace : des démons ailés s'abattent sur la capitale roumaine, exterminant sans pitié les humains comme les vampires.
Derricks, un inspecteur, recrute alors une petite équipe pour enquêter. Parmi eux, Johnny et Céleste, les descendants du célèbre Jonathan Harker, ainsi que le strigoi Nikolai Tepes. Tous vont devoir s'allier pour affronter un ennemi dont ils ne connaissent ni l'origine, ni les points faibles...

## Fiche technique
Sauf indication contraire, les informations mentionnées dans cette section peuvent être confirmées par la base de données cinématographiques IMDb,  présente dans la section « Liens externes ».
- Titre original : True Bloodthirst
- Réalisateur : Todor Chapkanov
- Scénario : Jeffrey Green, Rafael Jordan
- Musique : Frederik Wiedmann
- Décors : Kes Bonnet
- Costume : Nikolai Kirilov, Desislava Mladenova
- Photo : Lorenzo Senatore
- Montage : John Quinn
- Producteurs : Jeffery Beach, John Cappilla, Phillip B. Goldfine, Jeffrey Green, Cherise Honey, Phillip J. Roth
- Format : 1,85:1
- Durée : 82 minutes
- Format : Couleur - 35 mm
- Pays :  États-Unis,  Bulgarie
- Langue : Anglais
- Genre : Science-fiction, Fantastique, Horreur
- Dates de sortie :
  - 14 juillet 2012 aux États-Unis sur SyFy
  - 6 mars 2013 en France en direct-to-video
- Déconseillé aux moins de 13 ans.

## Distribution
- Neil Jackson (VF : Denis Laustriat) : Derricks
- Andrew Lee Potts (VF : Yoann Sover) : Johnny Harker
- Heida Reed (VF : Marie Giraudon) : Céleste Harker, sœur cadette de Johnny Harker
- Ben Lambert (VF : Geoffrey Vigier) : Nikolai Tepes
- Claudia Bassols (VF : Nathalie Karsenti) : Katya
- Roark Critchlow (VF : Thierry Kazazian) : Kovacs
- Ewan Bailey (VF : Patrice Dozier) : Anghel, chef des Vampires et père de Nikolai
- Yana Marinova (VF : Marianne Leroux) : Cassandra, épouse de Derricks
- Jonathon Hargreaves (VF : Yann Le Madic) : Innes-Dunchley
- Atanas Srebrev (VF : Eric Peter) : Marius
- Vladimir Mihaylov (VF : Didier Cherbuy) : Andrei
- Iliana Lazarova (VF : ?) : Mirela
- Hristo Balabanov (VF : Gilduin Tissier) : Dragos
- Velislav Pavlov (VF : Yann Pichon) : Grigore
  - Version française
    - Studio de doublage : VF Productions
    - Enregistrement et mixage : VF PROD Studios
    - Direction artistique : Yann Le Madic
    - Adaptation : Nathalie Castellani

Sources et légende : blu-ray français du film